# Каністерапія

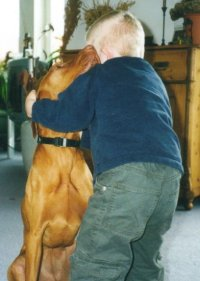
Дитина обіймає собаку

Каністерапія (від лат. canis — собака) — метод позитивного психосоціального і фізіореабілітаційного впливу на людей, які цього потребують, через спеціально керованих і навчених собак. Є одним із методів зоотерапії.
Зв'язок з собакою є ефективним відволіканням для людей, які страждають від психічних розладів, депресії або тих, хто просто відчуває себе самотнім. Наприклад, у будинках для людей похилого віку або в дитячих будинках, де собака для дітей є другом і істотою, про яку вони повинні піклуватися. Для людей з психічною та фізичною інвалідністю терапія з собаками є частиною реабілітації, оскільки допомагає тренувати (навантажувати) деякі частини тіла. Дуже важливим і успішним методом є позиціювання.
У дітей каністерапія найбільш часто використовується в логопедії, реабілітації слуху, а також для дітей з порушенням інтелектуального розвитку (синдром Дауна, ДЦП, із розладами аутичного спектру).
Каністерапія також використовується як допоміжний психотерапевтичний метод для вирішення різних ситуацій, коли інші методи неефективні чи непридатні. Каністерапія знає наступні форми: активності, терапія, навчання, і втручання в кризу.

## Типи пацієнтів
Найбільші результати позиціювання собаки помічені в людей з інвалідністю, які страждають від м'язових спазмів чи тремтіння. Той же принцип був, але успішно використовуються для пацієнтів із захворюваннями, які викликають тремор м'язів (наприклад, хвороба Паркінсона).

## Освіта
У Чехії, Іспанії та Польщі є спеціальність «каністерапевт». В Ізраїлі є післядипломна освіта, після якої видається диплом державного зразка з тією спеціальністю.

## Каністерапія в Україні
На даний момент активно просувається підхід, званий каністерапією, проте він не в змозі реалізувати заявлені психотерапевтичні можливості, оскільки фактично не працює з психікою об'єкта. Практичні методики спираються виключно на кінетико-тактильні взаємодії, але не використовують соціальні (особистісні та партнерські) можливості, зосередившись на соматичній допомозі.
Спроби використання елементів каністерапії в Україні відомі досить давно. Ще в 1940-х роках багато пристрасних собаківників використовували інтерес дітей та підлітків до собак під час роботи з дітьми-безпритульниками, та так званими «важкими підлітками».
Розвиток каністерапії вже у незалежній Україні відбувається з 2013 року.
Зокрема, у Рівному в 2013 році вперше в Україні у Центрі ранньої педагогічної реабілітації та соціальної адаптації дітей з особливими потребами „Пагінець” вчитель-реабілітолог Ковальчук Т. Л., започаткувала сеанси каністерапії, в яких регулярно брав участь лабрадор-ретривер Аріс.
У Києві першими координаторами з каністерапії в рамках українсько-канадського проєкту "Друг Героя" ("Hero’s Companion") стали Ольга Смірнова (координатор проєкту в Україні).[джерело?] Ініціатором проєкту каністерапії в Києві в 2015 році стали канадські активісти, зокрема українсько-канадська волонтерка й журналістка Калина Кардаш, яка вже давно мешкає в Канаді, але часто відвідує Україну. Саме остання запропонувала підтримувати хлопців, що повертаються із зони бойових дій, за допомогою відібраних і спеціально навчених собак. Такі практики широко використовують у країнах, які мають ветеранів і ветеранок або ж ведуть бойові дії, ― наприклад, у тій же Канаді, у США.
Саме Кардаш Калина Олена, а також екс-керівник Молодіжного Націоналістичного конгресу Кузан Сергій Васильович з Харкова зареєстрували у Києві 26 квітня 2016 року благодійний фонд «Друг героя».
Одна з головних координаторок цього про'кту в Києві та Київській області Смірнова-Давиденко Ольга Сергіївна народилася 17 вересня 1974 року в Києві, спочатку працювала в МОЗ України у санітарно-курортній оздоровчій сфері, згодом ― займалася антикорупційною діяльністю в міністерстві, далі після розлучення з чоловіком була учасницею руху за права ЛГБТ-спільноти, а насамкінець стала інструктором-кінологом при Кінологічній спілці України, учасником рятувально-пошукової кінологічної команди "SARCan". 
Ольга Смірнова відкрила тренувальний центр з каністерапії в селі Красилівка Броварського району. За адресою цього центру 20 квітня 2023 року зареєстрована ГО «Друг героя», головою якої стала тренер-кінолог Бібікова Ольга Ігорівна, працівник аварійно-рятувального формування ДСНС України у м. Києві. Заступником голови організації, а також її засновником-бенефіціаром стала Смірнова Ольга Сергіївна.[джерело?]
До напрямку каністерапії в рамках проєкту "Друг Героя" долучилися, паралельно зі Смірновою, також інші активістки ЛГБТ-спільноти в Україні, які контактували з закордонними гуманітарними організаціями: Ксенія Худік, Марина Прокопенко - засновник і власник школи дресирування собак "InNiKos school", а також готелю для тварин "InNiKos hotel" (м. Київ), Валентина Рєзанова (у Києві), Ярослава Кульченко (у м. Чернігів), ЛГБТ-діячка і арт-терапевт Ірина Горецька (у м. Харків), належний до ЛГБТ-спільноти тандем Павлось Анна Володимирівна, 1989 року народження, та Киричук Ольга Володимирівна, 1981 року народження (у Волинській області). 
За участі двох останніх, у Луцьку в 2018-2019 роках існувало імпровізоване бібліокафе, та реалізовувався проєкт із каністерапії та сімейного читання під назвою «Почитай мені: читання чотирилапому другу». Високо оцінила цей проєкт, як дієвий спосіб популяризації книги та читання, Сопова Тетяна Павлівна, заступник директора з науково-методичної роботи Державної бібліотеки України для юнацтва, у статті "Надихаємо на читання: трохи досвіду, трохи порад". (Журнал "Бібліосвіт". – 2019. – № 4. – С. 23–30).
Експерт з фонду «Друг героя», який займається каністерпією з 2015 року, Ольга Смірнова з Києва відзначає, що найбільше потенційних терапевтів вдається знайти серед порід собак-компаньйонів: золотистих ретриверів, лабрадорів, французьких бульдогів, цвергшнауцерів, метисів, бордер-коллі.
Мельничук Олена Михайлівна, директор дресувальної школи і ТОВ "Лармон" у Києві, 12 липня 2018 року зареєструвала та очолила громадську організацію "Українська Асоціація Каністерапії". Заступниками голови цієї асоціації стали київська викладачка і волонтерка Горошко Ганна Олегівна (керівник ГО «Реабілітаційний центр «Майбутнє» і кандидат технічних наук), Береговенко Олександра Олександрівна зі Львова, та Швець Зоя Володимирівна з Києва.
У 2017 році була започаткована волонтерська кампанія "Каністерапія в Україні" у м. Чернівці, яку очолила Гошовська Антоніна Антонівна - реабілітолог, магістр правознавства, проєктний менеджер у проєкті «Соціальна реабілітація людей з обмеженими можливостями в транскордонному регіоні завдяки створенню умов та підготовці спеціалістів у галузі каністерапії» по програмі Білорусія-Україна, вона ж - заступник голови зареєстрованої у 2019 р. організації "Центр реабілітації та добробуту нації", у м. Чернівці. Адміністративним менеджером цього проєкту став чоловік Антоніни - бізнесмен Гошовський Василь Миколайович, юрист ГО "Захист тварин".
До співпраці з ними долучилися: Марина Прокопенко (власник дресирувального центру "InNikos", тренер канадсько-українського проєкту з каністерапії «Друг героя», м. Київ), Роздобудько Ігор Петрович (у 2016 р. заснував ГО "Клуб чотирилапих" у м. Кіцмань Чернівецької області, один з партнерів Буковинського центру реабілітації дітей «Особлива дитина» м. Чернівці), Ольга Бібікова (м. Київ), Марина Теличко (дресирувальниця собак, м. Київ), Ольга Смірнова (м. Київ), Олена Мельничук (директор УДЦ «Лармон», керівник проєкт «Друг в негоді не покине» м.Київ), Оксана Береславська (м.Київ), Євгенія Ткачук (м.Київ, центр делікатної кінології «CANIS-клуб» м. Полтава), Олена Сердюк («Доктор Дог. Центр каністерапії для дітей та дорослих» м. Запоріжжя).
З 2018 року, в рамках українсько-білоруської реабілітаційної кампанії "Канистерапия BY-UA", було започатковано проєкт «Соціальна реабілітація людей з інвалідністю в транскордонному регіоні завдяки створенню умов та підготовці спеціалістів у галузі каністерапії», який у 2018-2020 роках фінансував Європейський Союз за програмою транскордонного співробітництва «Білорусь – Україна», виділивши на дану програму 136 тисяч євро. В Україні цю ініціативу реалізовували на території чотирьох областей: Волинської, Житомирської, Чернігівської та Київської. 
Координаторами проєкту стали Гошовська Антоніна Антонівна (1983 року народження, жителька м. Чернівці, головний менеджер проєкту, заступник голови ГО «Всеукраїнське об’єднання захисників тварин», в. о. голови ГО «Волонтерський рух «Небайдужі», паралельно очолює ГО "Центр реабілітації та добробуту нації"), та Новарчук Богдана Богданівна (1986 року народження, жителька м. Луцьк, керівник зоозахисних організацій "Порятунок тварин" та "Волинське товариство захисту тварин", засновниця і перший директор комунального підприємства "Ласка" з 2012 року); а з білоруської сторони партнером проєкту став Володимир Мазалов, директор наближеного до влади так званого "Брестского областного центра содействия малому бизнесу"  
Богдана Новарчук розповіла, що цей проєкт дасть можливість впровадити каністерапію не лише в Луцьку, а й в українських та білоруських регіонах, які мають спільний кордон (Волинська, Рівненська, Житомирська, Київська, Чернігівська, Брестська, Гомельська області). 
Асистентами менеджерів та волонтерами в рамках цього проєкту стали Марчук Олеся Олегівна (у м. Житомир, керівник ГО "Берегиня") та Павлось Анна Володимирівна (асистент проєктного менеджера, логопед за освітою, координувала у західних регіонах України проєкти "Почитай мені" та з 2019 року "Друг героя", налагодила співпрацю з Волинським обласним госпіталем для інвалідів війни, та з ресурсним центром "Кольорова капустинка" під керівництвом Олени Котис-Хаджиоглової), а також волонтерка Дроган Любов Віталіївна (колишня учасниця "Автомайдану" 2014 року, більш відома під псевдонімом "Любава"), та психолог Казмірчук Любава Леонідівна.
В рамках українсько-білоруської програми розвитку каністерапії в 2018-2020 роках вдалося досягти за два роки досить значних результатів. 
Зокрема, у Луцьку міськрада узгодила 12 грудня 2017 року проєкт зарубіжних грантів на суму 90 тис. євро, виконавцем і реципієнтом якого стало підприємство "Ласка у Луцьку". Проєкт мав назву «Соціальна реабілітація людей з обмеженими можливостями в транскордонному регіоні завдяки створенню умов та підготовці спеціалістів у галузі каністерапії» (код 29/P1/1.3) у рамках так званої "Програми транскордонної співпраці країн Східного партнерства (ЕаРТС) Білорусія-Україна". Донором став Європейський союз через організацію "Deutsche Gesellschaft für Internationale Zusammenarbeit (GIZ) GmbH", що діяла від імені в ролі керуючого Органу Програми «Білорусь - Україна» відповідно до угоди про делегування, підписаної з Європейським Союзом. 
За участі комунального підприємства "Ласка" вдалося добитися від місцевої влади в Луцьку у грудні 2017 року співфінансування проєкту каністерапії, який розробила киянка Ольга Смірнова.  Підприємство вже уклало договір з київською каністерапевткою Ольгою Смірновою, яка за рік роботи на луцькому підприємстві отримала 198 тисяч гривень.   Директор підприємства "Ласка" Новарчук Богдана Богданівна спільно з ними, та з волонтером Юлією Сухоставською 26 січня 2018 року презентуали програму каністерапії у міськраді.  Далі, 18 квітня 2018 року вони ж разом вперше провели захід з каністерапії у Луцькому навчально-реабілітаційному комплексі. 
Називати таку каністерапію професійною поки не можна, оскільки проводили тренування та навчання лише експерти програми. Участь у навчаннях у 2018 році взяли по три людини з Волинської, Київської, Житомирської, Рівненської, Чернігівської та Брестської областей. Було розпочато будівництво в Луцьку спеціального майданчика для занять каністерапією. Однак, через недоведені звинувачення і скандали, у червні 2018 року Богдана Новарчук була увільнена з посади директора підприємства "Ласка", далі увільнився її заступник Сергій Скумс, а наступні директори: Рудь Наталія Вікторівна (у 2018-2019 роках) і Богданюк Оксана Миколаївна (з 2019 року) вже не проявляли активності у розвитку каністерапії.
Через пандемію ковіду в 2020 році фінансування цього проєкту було припинено. Але це була лише формальна причина.
Ще одна причина - це була афільованість даної програми з такою одіозною фігурою, як брестський бізнесмен Мазалов Володимир Іванович, наближений до білоруського режиму О. Лукашенка. Про Мазалова відомо, що ще 5 червня 2003 року Лукашенко своїм указом включив Мазалова до так званого "Совета по  развитию  предпринимательства  в Республике Беларусь".  Отже, приїзджаючі на організовані Мазаловим у Бресті семінари та тренінги з каністерапії Антоніна Гошовська, Ольга Киричук, Анна Павлось та інші громадянки України могли підпадати під негативний вплив офіційної білоруської державної пропаганди.
У 2021 та 2023 роках проєкт каністерапії намагалася реалізувати нова очільниця КП "Ласка" Оксана Богданюк. 
Керівник реабілітаційного центру для людей з інвалідністю «Майбутнє» Ганна Горошко (м. Київ) спільно з Кінологічною спілкою України розробили програму з розвитку каністерапії для того, щоб метод був визнаний державою і став доступнішим для дітей, які його потребують.
У 2022-2023 роках у м. Запоріжжя  кандидат соціологічних наук Ігрушко Анастасія Юріївна, керівниця проєкту "Долоні миру", великих успіхів досягла при застосуванні методу каністерапії в процесі роботи з ветеранами/ветеранками та членами їх сімей. 
У Полтаві заходи з каністерапії успішно реалізує Попова Ельвіра Олександрівна, директор навчально-реабілітаційного центру "Соняшник".
Починаючи з 2023 року, собак для каністерапії тренують в м. Ужгород.  У вересні-жовтні 2023 року там стали реалізовувати програму підготовки собак силами кінологів Національної поліції Закарпатської області і за кошти благодійного фонду "Yarema Foundation". Координаторами проєкту стали інструкторки-кінологині Вікторія Гайдош, та Ніколетта Соляк. 